# 케이프타운 스퍼스 FC
케이프타운 스퍼스 FC(Cape Town Spurs F.C.)는 남아프리카 공화국 케이프타운의 축구 클럽이다. 예전 이름은 아약스 케이프타운 FC(Ajax Cape Town F.C.)이다.
아약스 케이프타운 FC는 1999년에 케이프타운을 연고로 하는 축구 클럽인 세븐 스타스(Seven Stars)와 케이프타운 스퍼스(Cape Town Spurs)를 합병해서 창단했으며 네덜란드의 축구 클럽인 AFC 아약스와 제휴 관계를 맺었다.
2020년, 아약스 케이프타운은 네덜란드의 AFC 아약스와의 제휴를 끝내고, 케이프타운 스퍼스로 이름을 바꾸었다.

## 주요 대회 성적
- 네드뱅크 컵: 우승 1회 (2007)
- 텔콤 녹아웃: 우승 2회 (2000, 2008)

## 선수 명단

### 현역
참고: FIFA 자격 규정에 따라 소속된 국가대표팀 국기를 표시합니다. 선수는 복수의 FIFA 비회원국 국적을 가지고 있을 수 있습니다.
| 번호 | 포지션 | 국적              | 이름               |
| ---- | ------ | ----------------- | ------------------ |
| 3    | DF     | 남아프리카 공화국 | 코헨 브롬웰 스탠더 |
| 19   | FW     | 남아프리카 공화국 | 리야즈 넬          |

| 번호 | 포지션 | 국적 | 이름 |
| ---- | ------ | ---- | ---- |